# Erzherzog
Erzherzog (Abkürzung: Ehzg.) war von 1453 bis 1918 der Titel des Herrschers des Erzherzogtums Österreich als Erzherzog zu Österreich  (mittellateinisch Archidux Austriae, Abkürzung: A.A.).
Alle ab 1486 gewählten römisch-deutschen Kaiser und Könige aus dem Hause Habsburg – bzw. ab 1780 Habsburg-Lothringen – trugen den Titel  im Sinne eines erblichen Adelstitels und in diesem Sinne trugen ihn ab 1804 auch alle Kaiser von Österreich. Da das Hausgesetz Habsburgs bis zum 17. Jahrhundert Erbteilungen zwischen Söhnen verlangte und mehrere Prinzen in Teilen der Habsburgermonarchie parallel regierten, trugen alle Regierenden den Erzherzogstitel. 
Nachdem die Pragmatische Sanktion von 1713 Erbteilungen ausgeschlossen hatte, waren Erzherzog von Österreich und Erzherzogin von Österreich die Adelstitel und Würde aller (ab 1804: kaiserlichen) Prinzen und Prinzessinnen des Hauses Österreich, unabhängig von der Ausübung der Regierung über das Erzherzogtum Österreich.

## Schaffung des Titels
Geschaffen wurde der Titel mit dem Zusatz „Erz-“ in der Form Pfalzerzherzog von Herzog Rudolf IV. im als Privilegium Maius bezeichneten Schriftstück von 1359.
Der Titel Erzherzog nimmt Bezug auf die Kurfürsten, die auch als Erzfürsten (Erzbischöfe; Erzkämmerer, -marschall, -schenk, -truchsess) bekannt waren. Die drei Erzkanzler des Heiligen Römischen Reiches waren ex officio dessen drei Erzbischöfe als geistliche Erz- bzw. Kurfürsten, also der von Mainz (Erzkanzler für Deutschland), der von Köln (Erzkanzler für Italien) und der von Trier (Erzkanzler für Burgund).
Die Goldene Bulle Karls IV. 1356 hatte schriftlich festgelegt, welche Reichsfürsten als sog. Kurfürsten (zu mittelhochdeutsch kur oder kure für Wahl) das Recht hatten, den Kaiser zu wählen; dies war mit einer Reihe anderer Privilegien verbunden. Da die Habsburger in der Goldenen Bulle leer ausgegangen waren, ließ Rudolf kurzerhand zur Erhöhung seiner Familie ein eigenes (falsches) Privileg erstellen, das Privilegium Maius, das ihm unter anderem den Titel „Pfalzerzherzog“ verlieh und ihn damit den Kurfürsten de facto gleichstellte. Dieser neue Titel wurde allerdings von Kaiser Karl IV., seinem Schwiegervater, nicht anerkannt. Herzog Ernst der Eiserne führte ab 1414 als erster Fürst den offiziell noch nicht anerkannten Titel „Erzherzog“.

## Nutzung des Titels
Der Titel des Erzherzogs bildete eines der fundamentalen Standbeine der habsburgischen Hausmachtpolitik, indem er die untrennbar mit der Familie verbundenen erblichen Besitzungen und Herrschaftsansprüche in den Zeiten sicherstellen sollte, in denen die Habsburger als Könige von Böhmen und Ungarn, sowie Römische Könige und Kaiser von einer Wahl oder Amtsbestätigung abhängig waren, selbst aber weder einen ureigenen Königstitel noch eine erbliche Kurwürde innehatten (letztere war mit der Königswürde von Böhmen verbunden).
Am Dreikönigstag 1453 bestätigte der Römisch-Deutsche Kaiser Friedrich III. sich selbst und seinem Bruder sowie ihren Nachkommen diesen Titel und machte ihn damit zu geltendem Recht. Der Titel zielte damit also darüber hinaus auf das Haus Österreich (die Habsburger-Dynastie) insgesamt ab. Damit wurde aus dem Herzogtum Österreich ein Erzherzogtum und der Titel ein Charakteristikum des Hauses Habsburg, da es auf der Welt kein zweites Erzherzogtum gab bzw. gibt. Nach Meinung des Albrecht-Biographen Konstantin Langmaier, der die Quelle von 1453 nicht wirkungsgeschichtlich, sondern wortwörtlich interpretiert, bestand ein Ziel der Erzherzogserhebung darin, den Untertanen der habsburgischen Länder die Möglichkeit der Appellation an das Reichsoberhaupt zu nehmen, was eine Annäherung an die Stellung und den Rang der Kurfürsten bedeutete, wodurch im Falle einer Übertragung der Königsherrschaft an eine andere Dynastie ein juristischer Vorteil für das Haus Österreich verbunden sein sollte.
Um die in der Rudolfinischen Hausordnung 1364 von Rudolf IV. dem Stifter festgelegte, prinzipiell gemeinsame Herrschaft und die gegenseitigen (vorrangigen) Erbansprüche aller männlichen Habsburger untereinander, ungeachtet der Genitur, abzusichern, trugen zunehmend alle habsburgischen Söhne den Titel des Erzherzogs, womit er zu einer Art hausinternem Prinzentitel wurde. Das galt auch für die Spanische Linie, wobei der Erbfall dort stattfand und im Spanischen Erbfolgekrieg verlustig ging.
Nach dem Hausvertrag Pactum Mutuae successionis Karls VI. von 1703, der 1713 als Pragmatische Sanktion öffentlich gemacht wurde und der nicht nur die Unteilbarkeit aller habsburgischen Erbländer festlegte, sondern auch die Erbfolge auf die Töchter ausdehnte, wenn (auch jüngere) Söhne nicht vorhanden waren, trugen auch alle Habsburgerinnen den offiziellen erblichen Titel der Erzherzogin und waren zur Herrschaft berechtigt, – was nur einmal, 1740, mit Maria Theresia und dem Österreichischen Erbfolgekrieg schlagend wurde.
Etwa ab dem 15. Jahrhundert trug somit jeder Prinz, ab dem 18. Jahrhundert auch jede Prinzessin des Hauses Habsburg (diese bis zu ihrer Eheschließung) von Geburt an diesen Titel.
Für den Herrscher der Habsburgermonarchie wurde 1804 der Titel Kaiser von Österreich geschaffen, der vom Rang her über allen anderen Titeln stand. In der Titulatur der regierenden Habsburger (Großer Titel des Kaisers von Österreich wie auch im Mittleren und Kleinen Titel) nahm der Erzherzogstitel eine prominente Position unmittelbar hinter den Königstiteln ein. Von 1804 an waren ein Erzherzog oder eine Erzherzogin (außer dem Kaiser und der Kaiserin) als kaiserliche Hoheit anzusprechen. Da der Kaiser von 1867 an staatsrechtlich als Kaiser und König bezeichnet wurde, um die Eigenständigkeit Ungarns zu betonen, war die Anrede eines Erzherzogs formell von 1867 an kaiserliche und königliche Hoheit (k. und k. Hoheit).
Die beiden Teile des so zum Erzherzogtum erhobene historischen Herzogtums Österreich (Österreich ob und unter der Enns) wurden schon zu Zeiten Maria Theresias und endgültig 1861 formal als eigenständige Erzherzogtümer definiert und blieben dies bis 1918. Die anderen österreichischen Erb- und Kronländer standen, soweit sie keine Königreiche waren, im Rang von Herzogtümern oder darunter, teilweise wurden sie staatsrechtlich zur böhmischen oder zur ungarischen Krone gezählt.
Um sich von anderen Dynastien abzugrenzen, wurde in der Folge auch die Bezeichnung Erzhaus verwendet. Dies machte jeden Zusatz überflüssig (da es kein anderes Erzhaus gab) und unterstrich die Einzigartigkeit der Herrscherfamilie.
In den heutigen Staaten Tschechien und Slowakei wurde der Adel im Dezember 1918 abgeschafft, in Österreich wurde der Titel Erzherzog wie die anderen Adelstitel mit dem Adelsaufhebungsgesetz vom 3. April 1919 aufgehoben. 1921 wurde diese Bestimmung auch auf das Burgenland erstreckt.

## Rechte und Pflichten der Titelträger
Erzherzoginnen und Erzherzoge, zuvor nur durchlauchtigst, waren im Kaisertum Österreich von 1804 an als kaiserliche Hoheit anzusprechen und standen rangmäßig über allen anderen Adeligen. Das 1839 vom Kaiser erlassene Familienstatut schrieb ihnen vor, Eheschließungen, Wohnsitzwechsel und Auslandsreisen vom Kaiser genehmigen zu lassen und nur standesgemäß zu heiraten. Nicht standesgemäß entstandene Kinder waren von der Zugehörigkeit zum Erzhaus und von jedem Anspruch auf Thronfolge ausgeschlossen.
Zur standesgemäßen Versorgung von Familienmitgliedern, die nicht über ausreichendes persönliches Einkommen verfügten, diente der unter der Aufsicht des Kaisers verwaltete Allerhöchste Familienversorgungsfonds (auch Familienfideikommiss), der am 3. April 1919 im Habsburgergesetz von der Republik Österreich konfisziert wurde. Am selben Tage wurde im Adelsaufhebungsgesetz österreichischen Staatsbürgern der Gebrauch sämtlicher Adelstitel verboten.

## Anderer Gebrauch des Titels
Die seit dem Spanischen Erbfolgekrieg in Spanien regierenden Bourbonen verwendeten alle Titel der Habsburger weiter, so dass auch sie sich Erzherzöge von Österreich (spanisch: Archiduque de Austria) nannten. Gemäß der spanischen Verfassung dürfen auch historische und erloschene Titel geführt werden, Juan Carlos I. verzichtete darauf. Felipe VI. führt wieder alle Titel.
Mitglieder der Familie Habsburg-Lothringen haben bis heute keinen Einwand dagegen, wenn sie als „Erzherzog“ oder „Erzherzogin“ bezeichnet werden. Habsburger mit nichtösterreichischer Staatsangehörigkeit können diese ehemalige Standesbezeichnung entsprechend den Gesetzen des jeweiligen Landes offiziell führen, während dies Staatsbürgern der Republik Österreich aufgrund der Bestimmungen des Adelsaufhebungsgesetzes von 1919 nicht gestattet ist.
Die Söhne und Töchter aus Ehen, die der Familie nach den bis 1918 gültigen Hausgesetzen als morganatisch oder nicht standesgemäß galten, erhielten oft den Titel „Graf“ oder „Gräfin von Habsburg“. Erzherzog-Thronfolger Franz Ferdinands Söhne waren bis 1919 Herzog (der erstgeborene nach dem Tod der Mutter 1914) bzw. Fürst Hohenberg, da der Kaiser ihrer Mutter 1909 den Titel Herzogin von Hohenberg verliehen hatte.